# 话语 (语言学)
在语言学中，话语是一段连续的发言（特别是口头语言）。表现为说话或手势。而在連續發言前後，此人會保持一段時間的沉默。